# Langkap (Sungai Lilin)
Langkap is een bestuurslaag in het regentschap Musi Banyuasin van de provincie Zuid-Sumatra, Indonesië. Langkap telt 1880 inwoners (volkstelling 2010).